# Sandra Stein
Sandra Stein (* 22. Oktober 1986 in Ulm) ist eine deutsche Politikerin (Bündnis 90/Die Grünen) aus Sundern-Hagen im Hochsauerlandkreis. Bei der Bundestagswahl 2025 wurde sie über die NRW-Landesliste ihrer Partei in den Deutschen Bundestag gewählt.

## Leben
Sandra Stein wurde 1986 in Ulm geboren. Sie wuchs in Tawern im rheinland-pfälzischen Landkreis Trier-Saarburg auf und besuchte das Gymnasium Konz, wo sie 2006 das Abitur ablegte. Ihr Studium absolvierte Sandra Stein in Bochum. Sie lebt mit ihrem Mann und drei Kindern im Ortsteil Hagen der Stadt Sundern im Hochsauerlandkreis. Dort ist sie im Familienbetrieb Sorpetaler Fensterbau tätig, wo ihr Mann Stefan Appelhans in fünfter Generation Geschäftsführer ist, verantwortlich für den Bereich Marketing. Sandra Stein und ihr Mann sind 2024/25 das Schützenkönigspaar der Schützenbruderschaft St. Sebastian in ihrem Heimatort Sundern-Hagen.

## Politische Laufbahn
Seit Oktober 2021 ist sie Vorsitzende der Grünen im Hochsauerlandkreis. Im Rat der Stadt Sundern war sie im Ausschuss für Wirtschaft, Soziales und Kultur. Sie ist stellvertretende Sprecherin der Landesarbeitsgemeinschaft Wirtschaft der Grünen in Nordrhein-Westfalen. Ihr Schwerpunkt liegt in der Wirtschaftspolitik. Der Landesparteitag von Bündnis 90/Die Grünen in Nordrhein-Westfalen wählte Stein im Dezember 2024 auf Platz 19 der Landesliste für die Bundestagswahl 2025. Außerdem wurde sie von ihrem Kreisverband zur Direktkandidatin gewählt.
Bei der Bundestagswahl am 23. Februar 2025 unterlag sie als Direktkandidatin im Bundestagswahlkreis Hochsauerlandkreis erwartungsgemäß dem CDU-Politiker und Kanzlerkandidaten Friedrich Merz, der den Wahlkreis mit 47,7 Prozent der Erststimmen erneut gewann. Stein holte 6,1 Prozent der Erststimmen; über die Landesliste ihrer Partei in Nordrhein-Westfalen gelang ihr dennoch der Einzug in den Bundestag. Aus ihrem Wahlkreis im Hochsauerland zogen neben ihr und Friedrich Merz außerdem noch Dirk Wiese (SPD) und Otto Strauß (AfD) jeweils über die Landesliste ihrer Parteien in den Bundestag ein.